# Exponentiële verdeling
In de kansrekening en de statistiek is de exponentiële verdeling een continue verdeling. De exponentiële verdelingen worden vaak gebruikt voor het modelleren van de tijd tussen twee gebeurtenissen die met een constante gemiddelde snelheid voorkomen. De exponentiële verdeling is een specifiek geval van de gamma-verdeling.
De mean time between failures is exponentieel verdeeld. De exponentiële verdeling is een weibull-verdeling waarvoor de vormparameter zo is ingesteld dat de kans dat er in een bepaalde tijdsduur een storing optreedt recht evenredig is met de duur ervan.

## Definitie
De kansdichtheid {\displaystyle f} van een exponentiële verdeling wordt gegeven door:
{\displaystyle f(x;\lambda )=\left\{{\begin{matrix}\lambda e^{-\lambda x}&,\ x\geq 0\\0&,\ x<0\end{matrix}}\right.}
waar {\displaystyle \lambda >0} de parameter van de verdeling is, die vaak een snelheidsparameter of intensiteitsparameter is. De uitkomstenruimte van de verdeling is het interval {\displaystyle [0,\infty )}. De verdeling wordt vanwege de negatieve exponent, ook wel negatief-exponentiële verdeling genoemd.
De verdelingsfunctie wordt gegeven door
{\displaystyle F(x;\lambda )=\left\{{\begin{matrix}1-e^{-\lambda x}&,\ x\geq 0\\0&,\ x<0\end{matrix}}\right.}

### Alternatieve parameter
In plaats van de bovengenoemde parameter {\displaystyle \lambda } wordt ook wel de omgekeerde parameter {\displaystyle \mu =1/\lambda } gebruikt. De kansdichtheid heeft dan de vorm:
{\displaystyle f(x;\mu )=\left\{{\begin{matrix}{\frac {1}{\mu }}e^{-x/\mu }&,\ x\geq 0\\0&,\ x<0\end{matrix}}\right.}
De parameter {\displaystyle \mu } stelt een levensduurparameter voor. Als een toevalsvariabele {\displaystyle X} de levensduur van een biologisch of mechanisch systeem voorstelt en {\displaystyle X} is exponentieel verdeeld met parameter {\displaystyle \mu }, dan is {\displaystyle E(X)=\mu }, dus bedraagt de verwachte levensduur van het systeem {\displaystyle \mu } tijdseenheden.

## Overeenkomst met de geometrische verdeling
De verdeling van het aantal gebeurtenissen tot het volgende succes in een serie gebeurtenissen met een bepaalde succeskans is de geometrische verdeling. De exponentiële verdeling komt dus voor een continue stochastische variabele overeen met de geometrische verdeling voor een discrete stochastische variabele. 

## Geheugenloosheid
De exponentiële verdeling heeft als merkwaardige eigenschap geheugenloosheid. Als {\displaystyle X} een levensduur is die exponentieel verdeeld is, worden de overlevingskansen voor {\displaystyle x>0} gegeven door:
{\displaystyle P(X>x)=e^{-\lambda x}}
We leiden nu af dat voor {\displaystyle x,y>0} geldt:
{\displaystyle P(X>x+y|X>x)={\frac {P(X>x+y)}{P(X>x)}}={\frac {e^{-\lambda (x+y)}}{e^{-\lambda x}}}=e^{-\lambda y}=P(X>y)}
Daarin volgt de eerste stap uit de constatering dat de gebeurtenis {\displaystyle \{X>x+y\}} een deel is van de gebeurtenis {\displaystyle \{X>x\}}, anders gezegd: als {\displaystyle X>x+y}, is vanzelf ook {\displaystyle X>x}.